# Салех – Хор-Хвайр
Салех — Хор-Хвайр — офшорний трубопровід у Об'єднаних Арабаських Еміратах, котрий здійснював транспортування вуглеводнів до газопереробного заводу Хор-Хвайр.
У 1984 році в еміраті Рас-ель-Хайма почав роботу ГПЗ Хор-Хвайр, споруджений для підготовки продукції офшорного родовища Салех. Видобутий на останньому газ подавали на берег за допомогою трубопроводу довжиною 45 км та діаметром 450 мм.
Станом на кінець 2000-х запаси родовища, на якому розробляли резервуар Васіа (формація Мішріф-Мауддуд), були фактично вичерпані, при цьому накопичений видобуток склав 3 млрд м3 газу та 14 млн барелів конденсату. Існували плани зайнятись розробкою формації Таммама, з якої на сусідньому оманському родовищі Західна Букха (також під'єднане трубопроводом до ГПЗ Хор-Хвайр) отримують легку нафту та газ, проте у 2012 році буріння призначеної для цього свердловини Салех-5 призупинили. У 2016-му видобуток на Салех повністю припинився.